# آنتونی پیکنیژک
آنتونی کشیشتف پیکنیژک (لهستانی: Antoni Krzysztof Piechniczek؛ زادهٔ ۳ مهٔ ۱۹۴۲) یک مربی فوتبال اهل لهستان است.
از باشگاه‌هایی که در آن بازی کرده‌است می‌توان به باشگاه فوتبال روخ خوژوف، باشگاه فوتبال لگیا ورشو اشاره کرد.
وی همچنین در تیم ملی فوتبال لهستان بازی کرده‌است.